# Compactación Nacional
La Compactación Nacional, también llamada Movimiento de Compactación Nacional y a veces referida como Oposición Nacional, fue una coalición electoral costarricense formada entre los partidos Unión Nacional, Demócrata y Social Demócrata para concurrir unidos a las elecciones generales de 1948 en oposición al gobierno del Bloque de la Victoria (frente entre el socialcristiano Partido Republicano Nacional y la comunista Vanguardia Popular), cuyo candidato era el expresidente Rafael Ángel Calderón Guardia.
Las negociaciones para su formación se iniciaron en enero de 1946, llegándose finalmente a un acuerdo entre los tres partidos un año después, en enero de 1947. La alianza celebró la «Convención Nacional de la Oposición» en el Estadio Nacional de Costa Rica el 13 de febrero de 1947. En dicha Convención se decidió, luego de tres votaciones, llevar como candidato presidencial al periodista conservador Otilio Ulate Blanco, del Partido Unión Nacional. Aunque configuró un programa de gobierno único mediante la confluencia de los programas de los tres partidos, la alianza no se registró legalmente, sino que empleó la bandera del PUN para presentar candidaturas presidenciales, legislativas y municipales. José Figueres Ferrer, precandidato del PSD cuyos votos fueron claves para la proclamación de Ulate como candidato, fue designado jefe de acción (o jefe de campaña) de la coalición, mientras que Mario Echandi Jiménez, del PUN, fue elegido secretario general de la misma.
Ulate ganó las elecciones presidenciales con el 53,09% de los votos, pero la alianza fracasó en obtener mayoría en el Congreso Constitucional. La Compactación Nacional quedó disuelta de facto el 1 de marzo de 1948 con la anulación de los resultados por parte del gobierno calderonista y el posterior estallido de la guerra civil costarricense. Sin embargo, a Ulate se le permitiría asumir como presidente el 8 de noviembre de 1949 como parte del Pacto Ulate-Figueres.
Entre el 13 de agosto de 1949 y el 13 de mayo de 1952, existió un pequeño partido registrado con el nombre de «Compactación Nacional».